# Sorenson-Gletscher
Der Sorenson-Gletscher ist ein Gletscher an der Walgreen-Küste des westantarktischen Marie-Byrd-Lands. Auf der Bear-Halbinsel fließt er zwischen dem Moore Dome und dem Rogers Spur in westlicher Richtung zum Dotson-Schelfeis.
Der United States Geological Survey (USGS) kartierte ihn anhand eigener Vermessungen und Luftaufnahmen der United States Navy aus den Jahren von 1959 bis 1967. Das Advisory Committee on Antarctic Names benannte ihn 1977 Jon E. Sorenson vom USGS, der im antarktischen Winter 1975 zur Mannschaft für satellitengeodätische Vermessungen auf der Amundsen-Scott-Südpolstation gehört hatte.